# Estrella de 1939-45
L'Estrella 1939–1945 (anglès: 1939–1945 Star) és una medalla de campanya militar instituïda pel Regne Unit el 8 de juliol de 1943 per atorgar-se a les forces britàniques i de la Commonwealth pel servei a la Segona Guerra Mundial. Es van instituir dos fermalls per portar-los a la cinta de la medalla, Battle of Britain i Bomber Command.

## Les estrelles de la Segona Guerra Mundial
El 8 de juliol de 1943, l' Estrella de 1939–43 (més tard anomenada Estrella de 1939–1945) i l'Estrella d'Àfrica es van convertir en les dues primeres estrelles de campanya instituïdes pel Regne Unit, i el maig de 1945 s'havien establert un total de vuit estrelles i nou fermalls. per premiar el servei de campanya durant la Segona Guerra Mundial. Una estrella més de campanya, l'Estrella de l'Àrtida, i un fermall més, el Fermall del Comandament de Bombarders, es van afegir posteriorment el 26 de febrer de 2013, més de seixanta-set anys després del final de la guerra.
Incloent l'Estrella de l'Àrtida i el Fermall del Comandament de Bombarders, ningú no podria rebre més de sis estrelles de campanya, amb cinc dels deu fermalls que denoten el servei que s'hauria qualificat per a una segona estrella. Només es podia portar un fermall a qualsevol estrella de campanya. El màxim de sis estrelles possibles són les següents
- L'Estrella 1939–1945 amb, quan s'atorga, o bé el Fermall Batalla d'Anglaterra o del Comandament dels Bombers.[6]
- Només una de l'Estrella de l'Atlàntic, l'Estrella de les Tripulacions Aèries d'Europa i l'Estrella de França i Alemanya. Els que guanyen més d'una només reben la primera per a la que van ser qualificats, i la segona es denota amb el fermall de cinta corresponent.[7][8][9]
- L'Estrella de l'Àrtida.[5][10]
- L'Estrella d'Àfrica amb, si s'atorga, el fermall primer guanyat al Nord d'Àfrica 1942–43, 8è Exèrcit o 1r Exèrcit.[11]
- O l'Estrella del Pacífic o l'Estrella de Birmània. Els que guanyaven ambdues van rebre la primera per a la que es qualificaven, amb el fermall adequat per representar la segona.[12][13]
- L'Estrella d'Itàlia.[14]

Tots els destinataris de les estrelles de campanya també van rebre la Medalla de Guerra.

## Institució
La institució de l'Estrella 1939–43 (més tard anomenada Estrella 1939–1945) es va anunciar el 8 de juliol de 1943 i, a l'agost, es va anunciar que les primeres barres de cinta uniformes serien emeses al personal qualificat més tard aquell any. Les medalles en si no estaven disponibles fins després del cessament de les hostilitats. Alguns problemes de cintes a les tropes a l'estranger es van retardar, però molts s'havien rebut a finals de 1943 i els van portar els destinataris durant la resta de la guerra. Al març de 1944, 1.600.000 persones havien rebut barres de cinta de l'Estrella de 1939-1943, amb més premis al final de la guerra.
L'Estrella 1939–1945 va ser atorgada pel servei operatiu entre el 3 de setembre de 1939 i el 2 de setembre de 1945, i va ser l'única estrella de campanya que va cobrir tota la durada de la Segona Guerra Mundial. Es van instituir dos fermalls per portar-los a la cinta de la medalla, juntament amb rosetes que es portaven a la barra de la cinta de la medalla per indicar l'atorgament d'un fermall:
- la Barra de la Batalla d'Anglaterra es va instituir el 1945 per atorgar-los als membres de les tripulacions aèries dels avions de caça que van participar en la batalla d'Anglaterra del 10 de juliol al 31 d'octubre de 1940. Un total de 2.936 aviadors es van qualificar per al fermall.[19] Una roseta de plata daurada, usada a la barra de la cinta, denota l'atorgament d'aquest fermall.[2][18]
- la Barra Comandament de Bombarders es va instituir tardanament el 26 de febrer de 2013, per atorgar-los als membres de la tripulació aèria d'aeronaus que van participar en almenys una sortida operativa en una unitat operativa del Comandament de Bombarders de la RAF. Una roseta de plata que es porta a la barra de la cinta denota l'adjudicació d'aquest fermall.[2][5][18]

## Criteris d'adjudicació

### Criteris amplis
L'Estrella 1939–1945 va ser atorgada per períodes específics de servei operatiu a l'estranger entre el 3 de setembre de 1939 i el 8 de maig de 1945 a Europa o el 2 de setembre de 1945 al teatre de l'Extrem Orient. Els criteris amplis eren 180 dies de servei entre aquestes dates, amb criteris més específics en funció del grup de servei.
- El personal naval qualificat després de 180 dies a flotació entre determinades dates especificades en àrees d'operacions tal com estableix la normativa.[1][2][20]
- El personal de l'exèrcit va haver de completar 180 dies de servei en un comandament operatiu.[1][2][6][3]
- Les tropes aerotransportades es qualificaven si havien participat en qualsevol operació aerotransportada i havien completat 60 dies de servei en una unitat totalment operativa.[6][3]
- La tripulació aèria de la Força Aèria es va qualificar després de 60 dies de servei en una unitat operativa, inclosa almenys una sortida operativa. L'Estrella 1939–1945 també es va atorgar a les tripulacions d'avions de transport que sobrevolaven determinades rutes especificades. La tripulació aèria dels avions de caça implicats a la Batalla d'Anglaterra també va rebre la Barra Battle of Britain, mentre que la tripulació aèria dels avions bombarders que va participar en almenys una sortida operativa en una unitat operativa del Comandament de Bombarders van rebre la Barra Bomber Command el 2013.[1][2][6][3][20][21]

Battle of Britain
Bomber Command

- La tripulació de terra i altre personal de la Força Aèria qualificada després de completar 180 dies de servei en una àrea de comandament operatiu de l'exèrcit.[1]
- Personal de la Marina Mercant qualificat en completar 180 dies de servei amb almenys un viatge fet per una àrea operativa[1][2][22]

### Criteris especials
L'atorgament d'una medalla de valentia o d'una Menció als Despatxos qualificava el destinatari per a l'atorgament de l'Estrella 1939–1945, independentment de la durada del servei. El personal el període de servei qualificat del qual va acabar prematurament per la seva mort o incapacitat a causa del servei va rebre aquesta estrella.
A més, s'aplicaven uns criteris especials quan, en determinats horaris, només es requeria un dia de servei. Aquests últims casos van ser accions per a les quals no es va atorgar una medalla de campanya més específica i el reglament d'atorgament preveia una sèrie d'operacions a Europa, Orient Mitjà, el Teatre del Pacífic i l'Índia i Birmània, en les quals l'entrada en servei operatiu d'un dia o part del personal qualificat per a l'atorgament de l'Estrella 1939–1945. Alguns exemples notables són:
- La batalla de França a França o Bèlgica del 10 de maig al 19 de juny de 1940.
- L'atac de St Nazaire del 22 al 28 de març de 1942.
- L'atac de Dieppe el 19 d'agost de 1942.
- La guerra angloiraquiana a l'Iraq del 10 d'abril al 25 de maig de 1941.
- La conquesta japonesa de Birmània del 22 de febrer de 1942 al 15 de maig de 1942.
- La batalla de Madagascar per capturar Madagascar controlat pels francesos de Vichy del 5 de maig de 1942 al 5 de novembre de 1942.

En el cas del personal en servei operatiu al final de les hostilitats actives a Europa el 8 de maig de 1945, el període de requeriment de servei operatiu real per a l'atorgament de l'Estrella de l'Atlàntic, l'Estrella de les Tripulacions Aèries d'Europa, l'Estrella d'Itàlia i l'Estrella de França i Alemanya es va reduir a l'entrada en un teatre d'operacions i els requisits de servei anteriors de sis o dos mesos no s'aplicaven. L'Estrella 1939–1945, però, no es va atorgar en cap d'aquests casos en què el servei operatiu real va ser inferior a sis o dos mesos.

## Descripció
El conjunt de nou estrelles de campanya va ser dissenyat pels gravadors de la Royal Mint. Totes les estrelles tenen una anella que passa per un trau format per sobre del punt més alt de l'estrella. Són estrelles de sis puntes, colpejades amb un aliatge de zinc de coure groc per encaixar en un cercle de 44 mil·límetres de diàmetre, amb una amplada màxima de 38 mil·límetres i 50 mil·límetres d'alçada des del punt inferior de l'estrella fins a la part superior de l'ull.
Anvers
L'anvers té un disseny central del Monograma Reial "GRI VI", coronat per una corona. Un cercle, la part superior del qual està coberta per la corona, envolta la xifra i té la inscripció "THE 1939–1945 STAR".
Revers
El revés és pla.
Nomenar
El Comitè d'Honors britànic va decidir que les medalles de campanya de la Segona Guerra Mundial concedides a les forces britàniques serien emeses sense nom, una política aplicada per tots els països de la Commonwealth britànica menys tres. El nom del destinatari va quedar gravat al revers de les estrelles concedides a indis, sud-africans i, després d'una campanya liderada per organitzacions veteranes, als australians. En el cas dels sud-africans i australians, això consistia en el número de força del destinatari, les inicials i el cognom en majúscules, amb els premis als indis que també mostraven l'arma o cos de servei.
Fermalls
Tots dos fermalls van ser encunyats en bronze i tenen un marc amb una vora interior que s'assembla a la vora perforada d'un segell de correus. Tenen la inscripció "BATTLE OF BRITAIN" i "BOMBER COMMAND" respectivament i van ser dissenyats per ser cosits a la cinta de la medalla. Les rosetes, que s'han de portar a la barra de la cinta quan no es porten medalles, són de plata daurada per al fermall de la Batalla de Gran Bretanya i de plata per al tancament del comandament del bombarder.

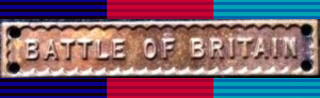
Battle of Britain
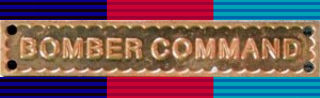
Bomber Command

Cinta
La cinta té 32 mil·límetres d'amplada, amb bandes d'amplada igual de blau marí, vermell de l'exèrcit i blau de la Força Aèria, amb la banda blau fosc que representa les Forces Navals i la Marina Mercant, la banda vermella l'Exèrcit i la banda blava clar la Força Aèria. Les bandes d'igual amplada representen les contribucions iguals dels tres braços de servei cap a la victòria.
Les cintes d'aquesta medalla i la Medalla de la Defensa, així com les de les altres estrelles de la campanya de la Segona Guerra Mundial, amb l'excepció de l'Estrella de l'Àrtida, van ser ideades pel rei Jordi VI.

## Orde de lluïment
L'ordre de lluïment de les estrelles de la campanya de la Segona Guerra Mundial estava determinat per les dates d'inici de la campanya respectives i per la durada de la campanya. Aquesta és l'ordre que s'utilitza, fins i tot quan un destinatari qualificat per a ells en un ordre diferent. La Medalla de la Defensa i la Medalla de Guerra es porten després de les estrelles. La medalla del servei voluntari canadenc es porta després de la medalla de la Defensa i abans de la medalla de Guerra, amb altres medalles de guerra de la Commonwealth que s'utilitzen després de la medalla de guerra.
- L'Estrella de 1939-45, del 3 de setembre de 1939 al 2 de setembre de 1945, tota la durada de la Segona Guerra Mundial.[6]
- L'Estrella de l'Atlàntic, del 3 de setembre de 1939 al 8 de maig de 1945, la durada de la batalla de l'Atlàntic i la Guerra d'Europa.[7]
- L'Estrella de l'Àrtida, del 3 de setembre de 1939 al 8 de maig de 1945, la durada dels combois àrtics i la guerra a Europa.[10]
- L'Estrella de les Tripulacions Aèries d'Europa, del 3 de setembre de 1939 al 5 de juny de 1944, període fins al dia D menys un.[8]
- L'Estrella d'Àfrica, del 10 de juny de 1940 al 12 de maig de 1943, durada de la campanya del nord d'Àfrica.[11]
- L'Estrella del Pacífic, del 8 de desembre de 1941 al 2 de setembre de 1945, la durada de la Guerra del Pacífic.[12]
- L'Estrella de Birmània, de l'11 de desembre de 1941 al 2 de setembre de 1945, la durada de la Campanya de Birmània.[13]
- L'Estrella d'Itàlia, de l'11 de juny de 1943 al 8 de maig de 1945, la durada de la campanya italiana.[14]
- L'Estrella de França i Alemanya, del 6 de juny de 1944 al 8 de maig de 1945, durada de la campanya del nord-oest d'Europa.[9]
- La Medalla de la Defensa, del 3 de setembre de 1939 al 8 de maig de 1945 (2 de setembre de 1945 per a aquells que serveixen a l'Extrem Orient i al Pacífic),[30] la durada de la Segona Guerra Mundial.[31]
- La  Medalla de Guerra, del 3 de setembre de 1939 al 2 de setembre de 1945, tota la durada de la Segona Guerra Mundial.[32]

Per tant, l'estrella 1939–1945 es porta com es mostra:
| ORDE DE LLUÏMENT      | ORDE DE LLUÏMENT       | ORDE DE LLUÏMENT    | ORDE DE LLUÏMENT                             | ORDE DE LLUÏMENT  | ORDE DE LLUÏMENT     | ORDE DE LLUÏMENT     | ORDE DE LLUÏMENT  | ORDE DE LLUÏMENT              | ORDE DE LLUÏMENT      | ORDE DE LLUÏMENT  |
| --------------------- | ---------------------- | ------------------- | -------------------------------------------- | ----------------- | -------------------- | -------------------- | ----------------- | ----------------------------- | --------------------- | ----------------- |
| Estrella de 1939–1945 | Estrella de l'Atlàntic | Estrella de l'Artic | Estrella de les Tripulacions Aèries d'Europa | Estrella d'Àfrica | Estrella del Pacífic | Estrella de Birmània | Estrella d'Itàlia | Estrella de França i Alemanya | Medalla de la Defensa | Medalla de Guerra |

### Sud-àfrica
El 6 d'abril de 1952, la Unió de Sud-àfrica va instituir la seva pròpia gamma de condecoracions i medalles militars. Aquests nous premis es van portar abans de totes les condecoracions i medalles britàniques anteriors concedides als sud-africans, amb l'excepció de la Creu Victòria, que encara tenia prioritat abans de tots els altres premis. Les medalles de la Segona Guerra Mundial concedides als sud-africans es van continuar utilitzant en l'ordre mostrat anteriorment, amb la Medalla del Servei d'Àfrica que se situava després de la  Medalla de Guerra.